# Alan Gaglojev
Alan Eduardovič Gaglojev (rusky Алан Эдуардович Гаглоев, osetsky Гаглойты Эдуарды фырт Алан; * 6. února 1981 Cchinvali) je jihoosetský politik, od května 2022 prezident Jižní Osetie. V letech 2020–2023 působil jako předseda strany Nychas.

## Mládí
Narodil se 6. února 1981 v Cchinvali. V roce 2002 absolvoval Jihoosetskou státní univerzitu a byl přijat na ministerstvo hospodářského rozvoje Jižní Osetie, kde působil jako hlavní odborník oddělení pro podporu malých a středních podniků.
V roce 2008 bojoval v rusko-gruzínské válce. Během války jeho rodina „utrpěla těžké ztráty“.

## Politická kariéra

### Prezident republiky
Prezidentskou přísahu složil 24. května 2022. Ve svém poinauguračním prohlášení prohlásil, že hlavním úkolem bude zlepšení ekonomické situace.

#### Vztahy s Ruskem
Podle některých pozorovatelů nebyl velkým příznivcem referenda o připojení Jižní Osetie k Rusku, když v narážce na ruskou invazi na Ukrajinu prohlásil, že Rusko je „stále zaneprázdněno jinými záležitostmi“. Tiskový mluvčí ruského prezidenta Dmitrij Peskov uvedl, že v souvislosti s referendem „ruská strana nepodniká ani neplánuje žádné kroky“. Dne 30. května 2022 pozastavil referendum vypsané jeho předchůdcem Anatolijem Bibilovem, dokud nebudou dokončeny rozhovory s protější stranou.
Dne 12. srpna 2022 odvolal ministra obrany kvůli incidentu z 23. července, při němž maskovaní vojáci ministerstva obrany napadli civilisty.
Během ruské invaze na Ukrajinu uprchlo několik desítek tisíc Rusů do Jižní Osetie, aby se vyhnuli odvodu. Gaglojevova vláda spolupracovala s ruskými úřady na vytvoření center na hranicích s cílem zamezit vstupu odvedeným občanům. Tato politika však byla ukončena v říjnu 2022 poté, co bylo chyceno pouze 120 osob, z odhadovaného počtu 78 000 imigrantů.